# Ordine presidenziale della Luce
L'Ordine Presidenziale della Luce è un'onorificenza della Georgia.

## Storia
L'Ordine è stato fondato il 31 luglio 2009.

## Assegnazione
L'Ordine è assegnato per onorare figure di spicco della cultura, dell'istruzione, della scienza, delle arti, dello sport e di altri settori per il servizio eccellente.